# Association les professionnels du catch
 (juin 2025).
Motif : absence de sources secondaires centrées sur cette association. On ne source pas une association par des résultats de spectacles qu'elle organise...
- Archive Wikiwix
- Bing
- Cairn
- DuckDuckGo
- E. Universalis
- Gallica
- Google
- G. Books
- G. News
- G. Scholar
- Persée
- Qwant
- (zh) Baidu
- (ru) Yandex
- (wd) trouver des œuvres sur Wikidata

| 1. | Préciser le motif de la pose du bandeau. | Précisez le motif de la pose du bandeau en utilisant la syntaxe suivante : {{admissibilité à vérifier\|date=juin 2025\|motif=remplacez ce texte par le motif}}                                               |
| 2. | Informer les utilisateurs concernés.     | Pensez à avertir le créateur de l'article, par exemple, en insérant le code ci-dessous sur sa page de discussion : {{subst:avertissement admissibilité à vérifier\|Association les professionnels du catch}} |

L'Association les professionnels du catch (APC) est une promotion de catch française qui a vu le jour en 2004.
Elle est basée depuis sa création à Nanterre et plus particulièrement au Studio Jenny, « Le Temple du Catch en France ».

## Histoire
Fondée en 2004 par l'ancien boxeur professionnel et catcheur Fausto Costantino, l'APC a pour objectif primaire de faire revenir le catch en France après son désamour du public dans les années 1980 et 1990. 
Pour cela, Fausto Costantino donnera non seulement de son temps de retraité, mais aussi son argent qu'il investira à perte. Il s'entoure des anciennes gloires de l'age d'or du catch Français, notamment Théo Popoff et Claude Rocca.
Dès 2009, l'APC débute les shows en partenariat avec d'autres structures. La première invitée sera le CMLL, initiant une tradition de show annuel orientée vers l'apprentissage lucha libre qui aura cours jusqu'à maintenant avec LuchaMania.
Le 24 avril 2019, Fabio, le fils de Fausto, prend les rênes de la structure.[source insuffisante]
Le 24 juin 2020, en réaction à l'annulation de ses shows SuperClash IV et LuchaMania IV en raison de la Pandémie de Covid-19, l'APC annonce une série de quatre épisodes mise à disposition en vidéo à la demande sur la plateforme Vimeo. Baptisé Résistance, cette série est renouvelée pour une saison 2, cette fois enregistré fin août en public restreint.[réf. nécessaire]
Le 11 juillet 2021, l'APC donne son premier show public post-pandémie intitulé Renaissance.

## Résistance
En réponse à la pandémie du COVID-19 prohibant les rassemblements de personnes, l'APC décide de créer le show à huis clos Résistance et de le rendre disponible à l'achat en VOD sur le site Vimeo.

### Saison 1
La direction de la structure lance un tournoi ouvert à tous pour le titre de champion poids-lourd de l'APC. Le show est ponctué d'interviews menées par Célian Varini, annonceur de l'APC, ainsi que d'angles en coulisses menant à des matches.
|                             | Rôle                                                        |
| --------------------------- | ----------------------------------------------------------- |
| Tristan Archer              | Catcheur ex-champion et nouveau propriétaire de l'APC       |
| MBM                         | Catcheur, en équipe avec Ultima Sombra (Rivality)           |
| Ultima Sombra               | Catcheur, en équipe avec MBM                                |
| Christianium Le Surrealiste | Catcheur                                                    |
| Rick Salem                  | Catcheur                                                    |
| Aigle Blanc                 | Catcheur                                                    |
| Delia                       | Catcheuse, en équipe avec Marie-Anna (Déliasses de billets) |
| Dick Rivière                | Catcheur                                                    |
| Durançon                    | Catcheur                                                    |
| Marie-Anna                  | Catcheuse, en équipe avec Délia (Déliasses de billets)      |
| Seigneur Lothar             | Catcheur, en équipe avec Val Eden (LordWolf)                |
| Val Eden                    | Catcheur, en équipe avec Seigneur Lothar (LordWolf)         |
| Mike D. Vecchio             | Catcheur                                                    |
| Senza Volto                 | Catcheur                                                    |
| Kuro                        | Catcheur, en équipe avec Ravage                             |
| Ravage                      | Catcheur, en équipe avec Kuro                               |
| Xan Drain                   | Catcheur                                                    |
| Tommy Palacio               | Arbitre                                                     |
| Alexandre Schneider         | Arbitre                                                     |
| Célian Varini               | Annonceur, Interviewer                                      |

### Saison 2
Sur le même principe que la saison 1, cette fois-ci en public accueilli selon les normes sanitaires en vigueur dues à la Pandémie de Covid-19.
|                             | Rôle                                                           |
| --------------------------- | -------------------------------------------------------------- |
| Tristan Archer              | Catcheur, ex-champion                                          |
| MBM                         | Catcheur, en équipe avec Ultima Sombra (Rivality)              |
| Ultima Sombra               | Catcheur, en équipe avec MBM                                   |
| Christianium Le Surrealiste | Catcheur                                                       |
| Rick Salem                  | Catcheur                                                       |
| Aigle Blanc                 | Catcheur                                                       |
| Delia                       | Catcheuse, en équipe avec Marie-Anna (Déliasses de billets)    |
| Dick Rivière                | Catcheur                                                       |
| Durançon                    | Catcheur, en équipe avec Georges Balzac (Les garçons sauvages) |
| Marie-Anna                  | Catcheuse, en équipe avec Délia (Déliasses de billets)         |
| Seigneur Lothar             | Catcheur                                                       |
| Stan Corey                  | Catcheur                                                       |
| Mike D. Vecchio             | Catcheur                                                       |
| Senza Volto                 | Catcheur                                                       |
| Kuro                        | Catcheur, en équipe avec Ravage                                |
| Ravage                      | Catcheur, en équipe avec Kuro                                  |
| Georges Balzac              | Catcheur, en équipe avec Durançon (Les garçons sauvages)       |
| Thiago Montero              | Catcheur                                                       |
| Alexis Maria                | Catcheuse                                                      |
| Xan Drain                   | Catcheur                                                       |
| Alexandre Schneider         | Arbitre                                                        |
| Pete Balek                  | Manager général                                                |
| Célian Varini               | Annonceur, Interviewer                                         |

## Changements post-crise sanitaire -APC Renaissance
Le 11 juillet 2021, l'APC célèbre la fin de la crise sanitaire avec le show APC Renaissance.
Profitant des confinements successifs, l'équipe de l'APC a procédé à des aménagements de la salle : le rehaussement du plafond permettant aux manœuvres aériennes plus d'aisance (qui néanmoins conserve ses lustres reconnaissables) et un nouveau système de lumières.
Poursuivant sa tradition, l'APC accueille pour ce show l'équipe des Arrows of Hungary, composée des hongrois Dover et Icarus.

## Championnats et réalisations
| Titre                           | Champion(s)                           | Date de victoire | Durée (en jours)   | Anciens champion(s)    | Événement                 | Lieu                             |
| ------------------------------- | ------------------------------------- | ---------------- | ------------------ | ---------------------- | ------------------------- | -------------------------------- |
| Championnat de l'APC            | "Mr Hype" Kuro                        | 16 Mars 2025     | 13 jour            | Aigle Blanc            | APC Limitless             | Nanterre, Hauts-de-Seine, France |
| Championnat Évolution de l'APC  | JGU                                   | 24 mai 2025      |                    | Erin Ordo              | APC Rise for Glory        | Nanterre, Hauts-de-Seine, France |
| Championnat par équipe de l'APC | Top Dawgs Family (Mecca & Ricky Sosa) | 20 octobre 2024  | 7 mois et 24 jours | Niouks (Kuro & Ravage) | APC International Control | Nanterre, Hauts-de-Seine, France |

## Personnel

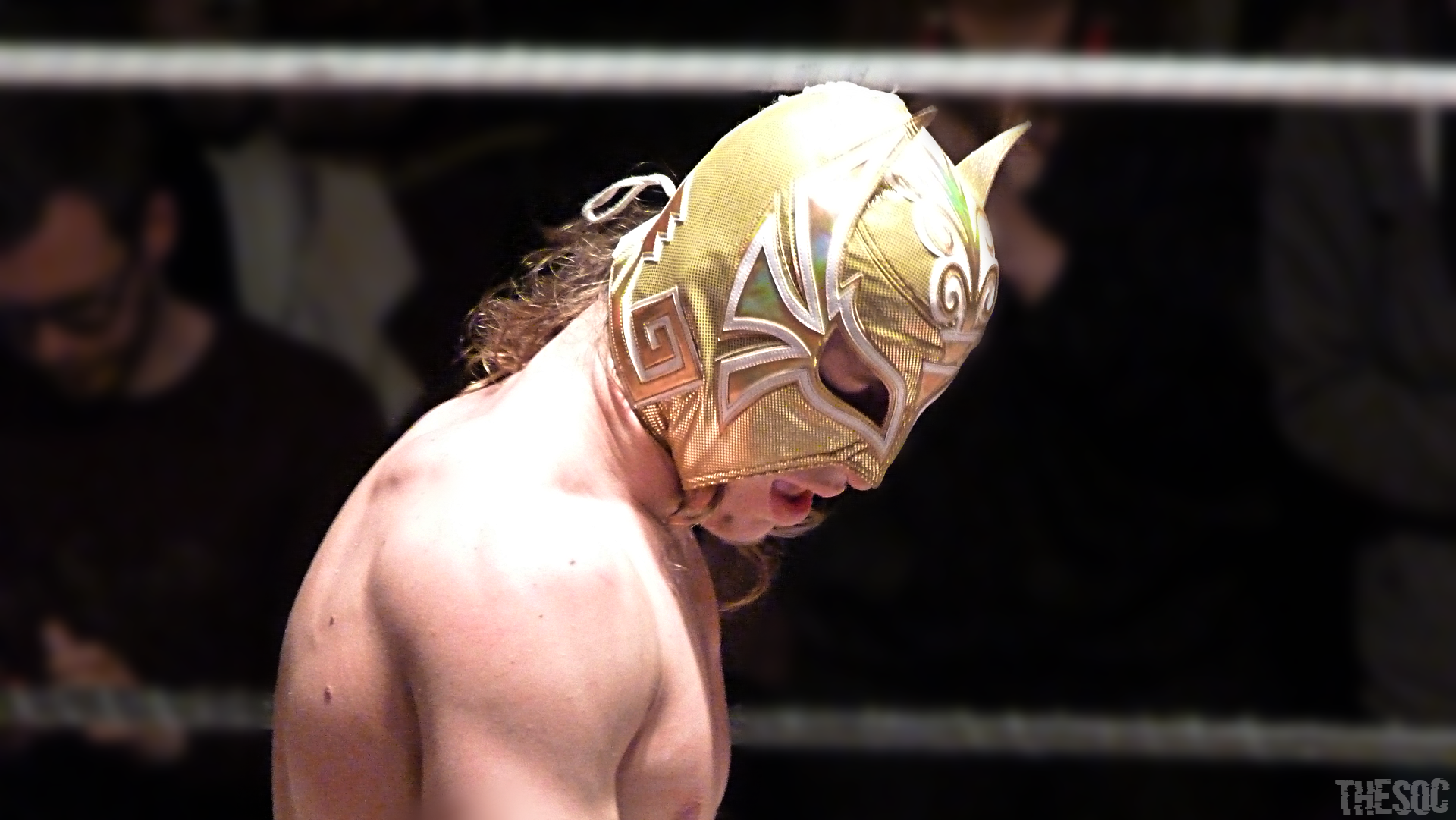
Aigle Blanc dans le ring lors dApocalypse IV.

| Nom            | Surnom                               | Taille | Poids  | Lieu de naissance                          | Débuts |
| -------------- | ------------------------------------ | ------ | ------ | ------------------------------------------ | ------ |
| A-Buck         | King of FIMBU                        | 2,00 m | 100 Kg | Kinshasa, République démocratique du Congo | 2012   |
| Aigle Blanc    | Le chasseur Royal                    | 1,85 m | 78 Kg  | Paris, Île-de-France, France               | 2013   |
| Mecca          | The Notorious Big Mecca              | 1.80m  | 130kg  | Paris, Île-de-France,                      | 2021   |
| Dick Rivière   | Le plus beau corps du catch Français | 1,75 m | 69 Kg  | Paris, Île-de-France, France               | 2007   |
| Christianium   | Le Surréaliste                       | 1,73 m | 92 Kg  | Kinshasa, République démocratique du Congo | 2014   |
| Kuro           | Mr Hype                              | 1,86 m | 75 Kg  | Paris, Île-de-France, France               | 2019   |
| Lothar         | Le Roi                               | 1,88 m | 100 Kg | Scandinavie                                | 2018   |
| Nitro          | El Padre                             | 1,73 m | 100 Kg | Mexico, Mexique                            | 1984   |
| Ravage         | The French Hug style                 | 1,78 m | 80 kg  | Bourg Palette, Kanto                       | 2014   |
| Rick Salem     | Le Visionnaire                       | 1,76 m | 78 Kg  | Paris, Île-de-France, France               | 2015   |
| R-One          | R1                                   | 1,78 m | 69 Kg  | Paris, Île-de-France, France               | 2020   |
| Senza Volto    | Le Guerrier du Peuple                | 1,76 m | 85 Kg  | Paris, Île-de-France, France               | 2014   |
| Thiago Montero | The Next                             | 1,86 m | 85 Kg  | Lisbonne, Portugal                         | 2015   |
| Xan Drain      | Le Chinois                           | 1,86 m | 95 Kg  | Yueyang, Chine                             | 2016   |

| Nom          |                            | Taille | Nationalité                  | Débuts |
| ------------ | -------------------------- | ------ | ---------------------------- | ------ |
| Amale        | L'Espoir Français          | 1,63 m | Béziers, Hérault, France     | 2012   |
| Anastasia    | La Pin-up des rings        | 1,70 m | Picardie, France             | 2016   |
| Alexis Maria |                            | 1,73 m | Paris, Île-de-France, France | 2015   |
| Calypso      | La femme aux trois visages | 1,65 m | Paris, Île-de-France, France | 2017   |
| Délia        |                            | 1,55 m | Paris, Île-de-France, France | 2017   |
| Marie -Anna  |                            | 1,55 m | Paris, Île-de-France, France | 2018   |

| Nom                 | Fonction                     |
| ------------------- | ---------------------------- |
| Fausto Costantino   | Président fondateur          |
| Fabio Costantino    | Gérant                       |
| Pete Balek          | General Manager              |
| Dick Rivière        | Catcheur, entraîneur, Booker |
| Claude Rocca        | Ex-Entraîneur                |
| Aigle Blanc         | Catcheur, entraîneur         |
| Rick Salem          | Catcheur, entraîneur         |
| Christianium        | Catcheur, entraîneur         |
| A-Buck              | Catcheur, entraîneur         |
| Tommy Palacio       | Arbitre                      |
| Alexandre Schneider | Arbitre                      |
| Maxime Paris        | Arbitre                      |

## Historique des championnats
|                    | Champion                    | Dates de victoire | Durée du règne            | Match et stipulation | Événement                                                                               | Ref    |
| ------------------ | --------------------------- | ----------------- | ------------------------- | --- | --------------------------------------------------------------------------------------- | ------ |
| #1                 | Marco Bandidas              | 22 mars 2009      | 1 mois et 14 jours        | Match Simple Marco Bandidas (w/Little Stormy) vs Fabio Costantino                                                          | APC Avenement 2009 - Studio Jenny Nanterre, Hauts-de-Seine, France                      | [ 6 ]  |
| #2                 | Fabio Constantino           | 5 juin 2009       | 1 an, 6 mois et 22 jours  | Match Simple Fabio Costantino vs Marco Bandidas (c)                                                                        | APC Catch Au Palais des Sports 2009 Palais Des Sports, Nanterre, Hauts-de-Seine, France | [ 7 ]  |
| #3                 | Harlem                      | 28 novembre 2010  | 3 ans, 7 mois et 10 jours | Match Simple Harlem vs Fabio Costantino (c)                                                                                | APC Guerre des Gangs 2010 Studio Jenny, Nanterre, Hauts-de-Seine, France                | [ 8 ]  |
| #4                 | Sangre Azteca               | 8 juillet 2011    | ?                         | Match Simple Sangre Azteca vs Harlem (c)                                                                                   | APC Studio Jenny, Nanterre, Hauts-de-Seine, France                                      | [ 9 ]  |
| Titre rendu vacant |                             |                   |                           | |                                                                                         |        |
| #5                 | Yann Saint Laurent          | 6 juin 2014       | 5 mois et 3 jours         | Match Simple Yann Saint Laurent (w/Hellmer Lo Guennec & Tyson Furia) vs Harlem (w/Fabio Constantino)                       | APC Intercontinental Clash 2014 Studio Jenny, Nanterre, Hauts-de-Seine, France          | [ 10 ] |
| Titre rendu vacant |                             |                   |                           | |                                                                                         |        |
| #6                 | Hellmer Lo Guennec          | 9 novembre 2014   | 1 an, 3 mois et 26 jours  | Match Simple Hellmer Lo Guennec (w/Yann Saint Laurent) vs Hugo Perez (w/Pauline)                                           | APC Nouvelle Ère Studio Jenny, Nanterre, Hauts-de-Seine, France                         | [ 11 ] |
| #7                 | Kenzo Richards              | 6 mars 2016       | 4 mois et 4 jours         | Match Simple (à la suite d'un Fatal Four Way pour déterminer l'aspirant au titre) Kenzo Richards vs Hellmer Lo Guennec (c) | APC Guerre des Gangs 2016 Studio Jenny, Nanterre, Hauts-de-Seine, France                | [ 12 ] |
| #8                 | A-Buck                      | 10 juillet 2016   | 8 mois et 2 jours         | Fatal Five Way A-Buckvs Kenzo Richards (c) vs Khang vs Nitro vs Trouble Maker                                              | APC Show de Lucha Libre Studio Jenny, Nanterre, Hauts-de-Seine, France                  | [ 13 ] |
| #9                 | Aigle Blanc                 | 12 mars 2017      | 7 mois et 3 jours         | Fatal Four Way Elimination Aigle Blanc vs A-Buck (c) vs Hellmer Lo Guennec vs Hugo Perez                                   | APC Apocalypse Studio Jenny, Nanterre, Hauts-de-Seine, France                           | [ 14 ] |
| #10                | Hugo Perez                  | 15 octobre 2017   | 4 mois et 24 jours        | Match Simple Hugo Perez vs Aigle Blanc (c)                                                                                 | APC Show d'ouverture 2017 Studio Jenny, Nanterre, Hauts-de-Seine, France                | [ 15 ] |
| #11                | Dick Rivière                | 11 mars 2018      | 9 mois et 5 jours         | Match Simple Dick Riviere vs Hugo Perez (c)                                                                                | APC Guerre des Gangs 2018 Studio Jenny, Nanterre, Hauts-de-Seine, France                | [ 16 ] |
| #12                | Christianium Le Surrealiste | 16 décembre 2018  | 3 mois et 29 jours        | Triple Menace Christianium Le Surrealiste vs Dick Rivière (c) vs Aigle Blanc                                               | APC International Control III Studio Jenny, Nanterre, Hauts-de-Seine, France            | [ 17 ] |
| #13                | Aigle Blanc                 | 14 avril 2019     | 4 mois et 10 jours        | Match Simple Aigle Blanc vs Christianium Le Surrealiste (c)                                                                | APC Superclash III Studio Jenny, Nanterre, Hauts-de-Seine, France                       | [ 18 ] |
| #14                | Tristan Archer              | 24 août 2019      | 9 mois et 28 jours        | Triple Menace Tristan Archer vs Aigle Blanc (c) vs Chris Brookes                                                           | Progress X APC Studio Jenny, Nanterre, Hauts-de-Seine, France                           | [ 19 ] |
| Titre rendu vacant |                             |                   |                           | |                                                                                         |        |
| #15                | Tristan Archer              | 21 juin 2020      | 2 mois et 9 jours         | Match Simple Resistance Tournament Final Match Tristan Archer vs Aigle Blanc                                               | APC Resistance Season 1 Episode 4 Stream en ligne                                       | [ 20 ] |
| #16                | A-Buck                      | 30 aout 2020      | moins d’un jour           | Triple Menace A-Buck vs Tristan Archer (c) vs Senza Volto                                                                  | APC Resistance Season 2 Episode 1 Stream en ligne                                       | [ 21 ] |
| #17                | Xan Drain                   | 30 aout 2020      | 10 mois et 11 jours       | Triple Menace Xan Drain vs A-Buck (c) vs Dick Riviere                                                                      | APC Resistance Season 2 Episode 4 Stream en ligne                                       | [ 22 ] |
| #18                | Christianium Le Surrealiste | 11 juillet 2021   | 5 mois et 1 jour          | Triple Menace Christianium Le Surrealiste vs Xan Drain (c) vs A-Buck                                                       | APC Renaissance Studio Jenny, Nanterre, Hauts-de-Seine, France                          | [ 23 ] |
| #19                | Mike D                      | 12 décembre 2021  | 3 mois et 1 jour          | Match Simple Mike D vs Christianium Le Surrealiste (c)                                                                     | APC Cold War Studio Jenny, Nanterre, Hauts-de-Seine, France                             | [ 24 ] |
| #20                | Christianium Le Surrealiste | 13 mars 2022      | 6 mois et 26 jours        | Match Simple Christianium Le Surrealiste vs Mike D (c)                                                                     | APC Back 2 Basic Studio Jenny, Nanterre, Hauts-de-Seine, France                         | [ 25 ] |
| #21                | Rick Salem                  | 9 octobre 2022    | 9 mois                    | Match Simple Rick Salem vs Christianium Le Surrealiste (c)                                                                 | APC Homecoming II Studio Jenny, Nanterre, Hauts-de-Seine, France                        | [ 26 ] |
| #22                | Kuro                        | 9 juillet 2023    | 2 mois et 29 jours        | Triple Menace Kuro vs Rick Salem (c) vs Thiago Montero                                                                     | APC Apocalypse VI Studio Jenny, Nanterre, Hauts-de-Seine, France                        | [ 27 ] |
| #23                | Thiago Montero              | 8 aout 2023       | 8 mois et 22 jours        | Match Simple Thiago Montero vs Kuro (c)                                                                                    | APC Homecoming III Studio Jenny, Nanterre, Hauts-de-Seine, France                       | [ 28 ] |
| #24                | Tristan Archer              | 30 juin 2024      | moins d’un jour           | Triple Menace Tristan Archer vs Thiago Montero (c) vs Shelton Benjamin                                                     | APC Clash Of Gold Studio Jenny, Nanterre, Hauts-de-Seine, France                        | [ 29 ] |
| #25                | Joseph Fenech Jr.           | 30 juin 2024      | 6 mois et 13 jours        | Match Simple Joseph Fenech Jr. vs Tristan Archer (c)                                                                       | APC Clash Of Gold Studio Jenny, Nanterre, Hauts-de-Seine, France                        |        |
| #26                | Aigle Blanc                 | 12 janvier 2025   | 2 mois et 4 jours         | Match Simple Aigle Blanc vs Joseph Fenech Jr. (c)                                                                          | APC 21st Anniversary Studio Jenny, Nanterre, Hauts-de-Seine, France                     | [ 30 ] |
| #27                | Kuro                        | 16 mars 2025      | 2 mois et 28 jours        | Match Simple Aigle Blanc (c) vs Kuro                                                                                       | APC Limitless Studio Jenny, Nanterre, Hauts-de-Seine, France                            | [ 31 ] |

|                    | Champions                                          | Dates de victoire | Durée du règne           | Match et stipulation | Événement                                                                | Ref    |
| ------------------ | -------------------------------------------------- | ----------------- | ------------------------ | --- | ------------------------------------------------------------------------ | ------ |
| #1                 | Empire Of Violence (Alexandre LeGrand & Darkmondo) | 11 mars 2018      | 6 mois et 26 jours       | Match par équipe (Final du tournoi Guerre des Gangs 2018) Empire Of Violence (Alexandre LeGrand & Darkmondo) vs Shooting Stars (Ace Angel & Senza Volto)                | APC Guerre des Gangs 2018 Studio Jenny, Nanterre, Hauts-de-Seine, France | [ 32 ] |
| #2                 | Montero'Salem (Rick Salem & Thiago Montero)        | 7 octobre 2018    | 9 mois                   | Match par équipe Montero'Salem (Rick Salem & Thiago Montero) vs Empire Of Violence (Alexandre LeGrand & Darkmondo) (c)                                                  | APC Show d'ouverture 2018 Studio Jenny, Nanterre, Hauts-de-Seine, France | [ 33 ] |
| #3                 | La Mafia Française (Dick Rivière & Nitro)          | 7 juillet 2019    | 3 mois et 6 jours        | Match à 6 par équipes La Mafia Francaise (Dick Riviere & Nitro) vs Montero'Salem (Rick Salem & Thiago Montero) (c) vs Rivality (MBM & Ultima Sombra)                    | APC LuchaMania III Studio Jenny, Nanterre, Hauts-de-Seine, France        | [ 34 ] |
| Titre rendu vacant |                                                    |                   |                          | |                                                                          |        |
| #4                 | Antoine Bernard & Louis Napoléon                   | 8 décembre 2019   | 1 an, 10 mois et 2 jours | Match par équipe Antoine Bernard & Louis Napoleon vs Montero'Salem (Rick Salem & Thiago Montero)                                                                        | APC Vs. Ouest Catch Studio Jenny, Nanterre, Hauts-de-Seine, France       | [ 35 ] |
| #5                 | Deliasse De Billets (Delia & Marie-Anna)           | 10 octobre 2021   | 5 mois et 3 jours        | Match par équipe Deliasse De Billets (Delia & Marie-Anna) vs Antoine Bernard & Louis Napoleon (c)                                                                       | APC Homecoming Studio Jenny, Nanterre, Hauts-de-Seine, France            | [ 36 ] |
| #6                 | Rivality MBL & Ultima Sombra                       | 13 mars 2022      | 1 an, 1 mois et 17 jours | Match par équipe Rivality (MBM & Ultima Sombra) vs Deliasse De Billets (Delia & Marie-Anna) (c)\|                                                                       | APC Back 2 Basic Studio Jenny, Nanterre, Hauts-de-Seine, France          | [ 37 ] |
| #7                 | Afrikan Bomayé A-Buck & Christianium               | 30 avril 2023     | 8 mois et 7 jours        | Match par équipe Rivality (MBL & Ultima Sombra) (c) vs Afrikan Bomayé (A-Buck & Christianium)                                                                           | APC Back to Basic II Studio Jenny, Nanterre, Hauts-de-Seine, France      | [ 38 ] |
| #8                 | Niouks (Kuro & Ravage)                             | 6 janvier 2024    | 1 an, 5 mois et 7 jours  | Match à 6 par équipes Niouks (Kuro & Ravage) vs Top Dawgs Family (A-Buck & Christianium Le Surrealiste) (c) vs Les Enfants Terribles (Georges Balzac & Gustave Le Brun) | APC 20th Anniversary Studio Jenny, Nanterre, Hauts-de-Seine, France      | [ 39 ] |
| #9                 | Top Dawgs Family (Mecca & Ricky Sosa)              | 20 octobre 2024   | 7 mois et 24 jours       | Match par équipe Top Dawgs Family (Mecca & Ricky Sosa) vs Niouks (Cosmik Ben & Ravage) (c)                                                                              | APC International Control Studio Jenny, Nanterre, Hauts-de-Seine, France | [ 40 ] |

|    | Champion   | Dates de victoire | Durée du règne      | Match et stipulation                           | Événement                                                         | Ref    |
| -- | ---------- | ----------------- | ------------------- | ---------------------------------------------- | ----------------------------------------------------------------- | ------ |
| #1 | Zack Eriti | 9 juillet 2023    | 11 mois et 21 jours | Match Simple Zack Eriti vs Celine              | APC Apocalypse VI Studio Jenny, Nanterre, Hauts-de-Seine, France  | [ 41 ] |
| #2 | Josh T     | 30 juin 2024      | 11 mois et 14 jours | Match Simple Josh T vs Zack Eriti (c)          | APC Clash Of Gold Studio Jenny, Nanterre, Hauts-de-Seine, France  | [ 42 ] |
| #3 | Erin Ordo  | 8 décembre 2024   | 5 mois et 16 jours  | Triple Menace Erin Ordo vs Josh T (c) vs Griff | APC Winter Shock Studio Jenny, Nanterre, Hauts-de-Seine, France   | [ 43 ] |
| #4 | JGU        | 24 mai 2025       | 20 jours            | Match Simple Erin Ordo (c) vs JGU              | APC Rise For Glory Studio Jenny, Nanterre, Hauts-de-Seine, France | [ 44 ] |

## Structures invitées
- wXw
- Ouest Catch
- Progress
- CMLL
- CACC

## Galerie

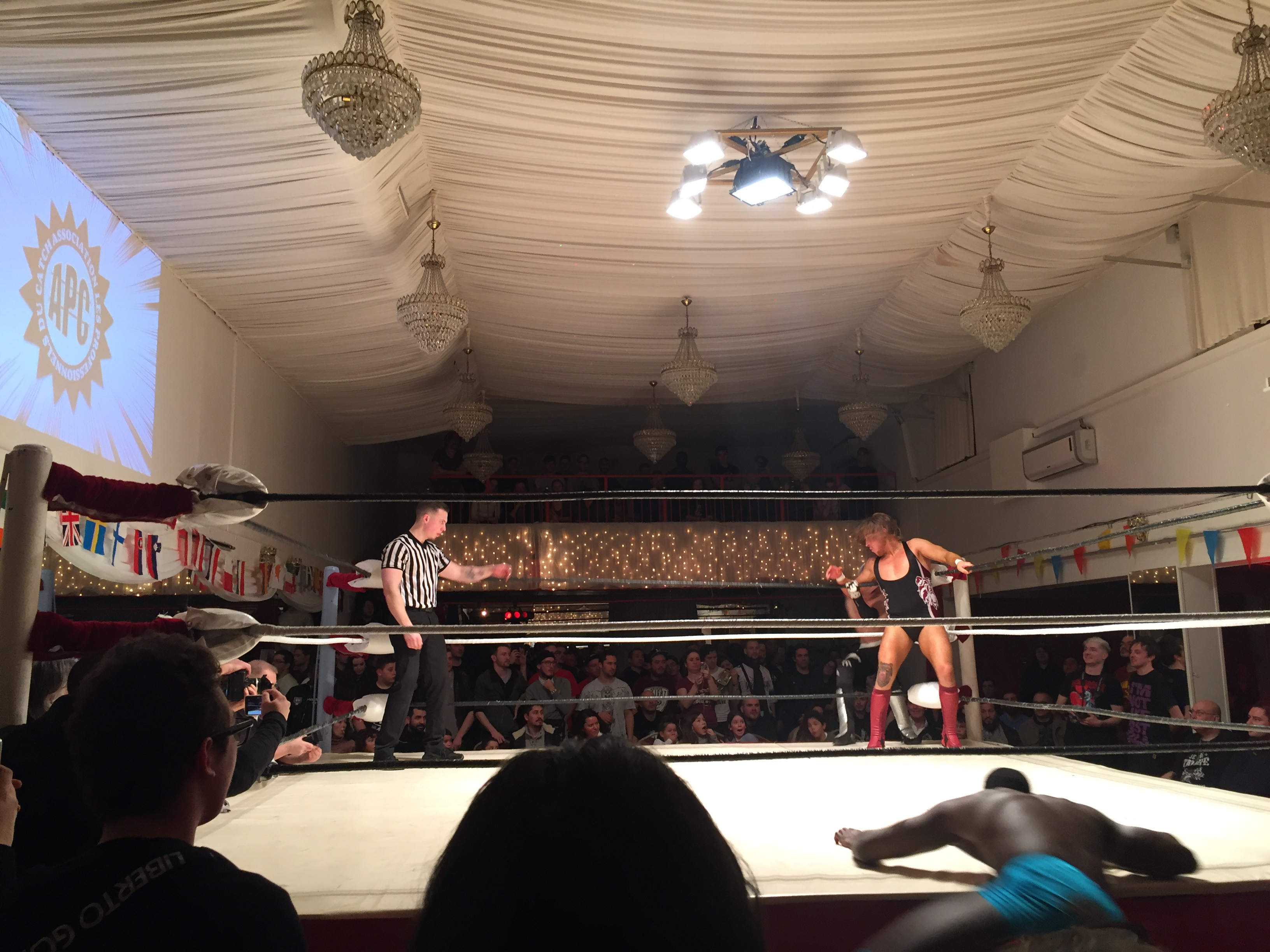
Pete Dunne à l'APC
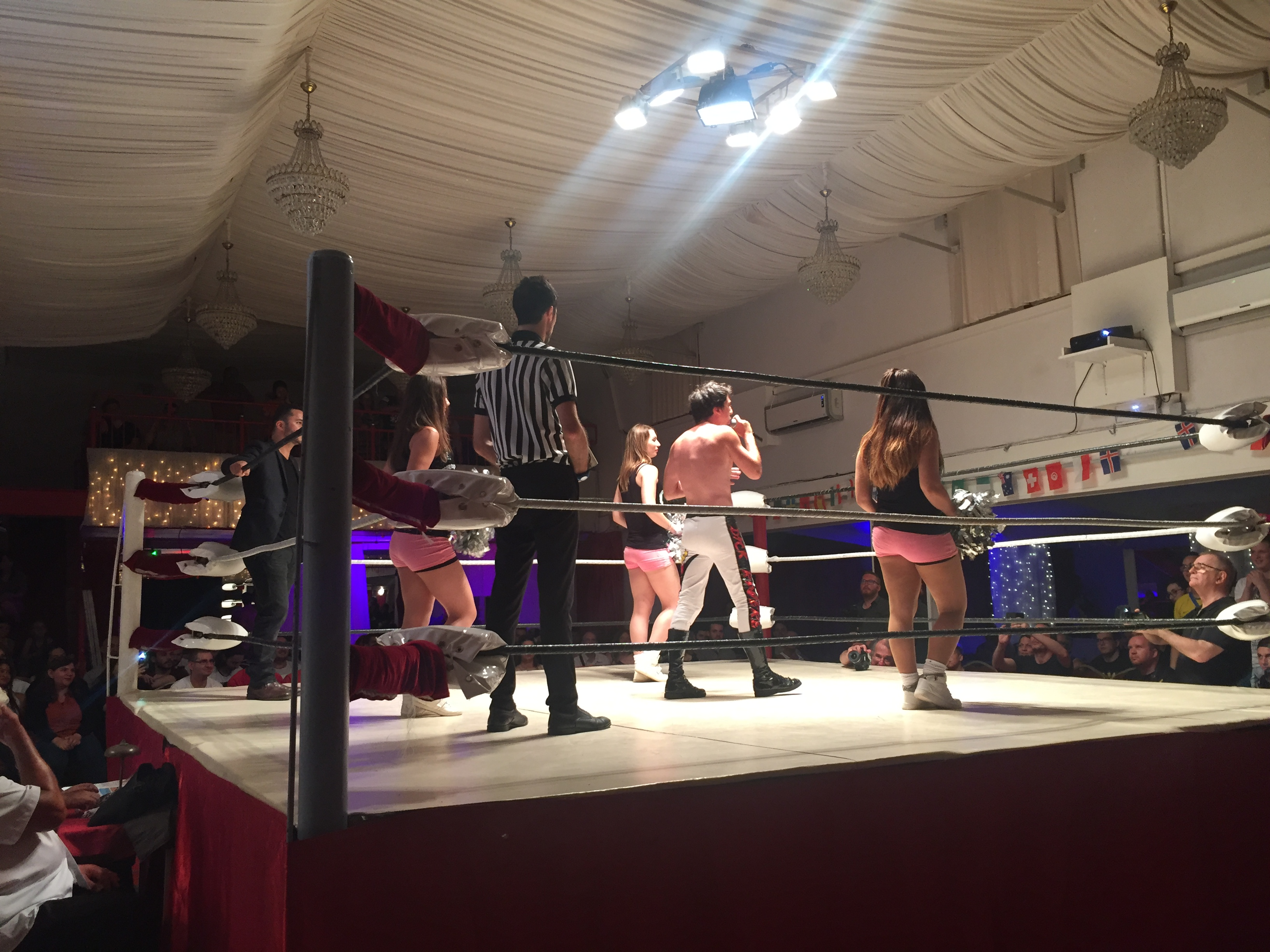
Luchamania II